# Харлагюн
Харлагюн, още Харалагюн, Харлагюню или Гюнюф (на турски: Türkobası), е село в Източна Тракия, Турция, Вилает Одрин.

## География
Селото се намира на 83 километра южно от Одрин.

## История
В 19 век Харлагюн е българско село в Малгарска кааза на Одринския вилает на Османската империя. Според статистиката на професор Любомир Милетич в 1912 година в селото живеят 144 български екзархийски семейства или 841 души.
При избухването на Балканската война в 1912 година 7 души от Гюнюф (Харала гюна) са доброволци в Македоно-одринското опълчение.
Българското население на Харлагюн се изселва след Междусъюзническата война в 1913 година.

## Личности
Родени в Харлагюн
- Ангел Михалев, македоно-одрински опълченец, 26-годишен, земеделец, неграмотен, 1 рота на Лозенградската партизанска дружина[3]
- Апостол Василев, македоно-одрински опълченец, 28-годишен, 1 рота на 5 одринска дружина, убит при Говедарник на 8 юли 1913 година[4]
- Атанас Димитров, македоно-одрински опълченец, 22-годишен, 1 рота на 5 одринска дружина, носител на орден „За храброст“ ІV степен[5]
- Божил Калоянов, македоно-одрински опълченец, 20-годишен, 1 рота на 5 одринска дружина[6]
- Георги Атанасов, македоно-одрински опълченец, 25-годишен, щаб и 1 рота на 5 одринска дружина, носител на бронзов медал[7]